# 世継寂窓
世継 寂窓（よつぎ じゃくそう、生年不明 - 1843年〈天保14年〉11月17日）は、日本の江戸時代後期の画家。京都の豪商。
画を僧月僊に学び、後に、元・明の画風を習得した。松かさを好んでえがいた。和歌・連歌・茶道にもすぐれ、茶器をつくった。天保14年死去。名は真員、字は伯周、通称は八郎兵衛、屋号は岐阜屋、号に寂窓・希仙。

## 略歴
京都の人。三条高倉西において糸商を営み富を得た。頗る風雅の嗜み深く、画を月仙（或は岸駒ともいう）に学び、後に、元・明の古名蹟を探って自ら一家の風を立てたが、更に連歌及び茶技をよくし、上田秋成・村瀬栲亭・與謝蕉村・円山應擧・松村呉春等と往来して風雅の交わりを深くした。その画と共に手作り茶碗も巧みな作品を残している。
天保14年11月17日没、享年未詳。大雲院に葬る。大雲院過去帳に寛誉希僊寂窓禅定門岐阜屋八良兵衛と記されている。